# Piaristenkirche (Krakau-Altstadt)
Die Piaristenkirche oder Verklärungskirche (polnisch Kościół Przemienienia Pańskiego) in Krakau ist eine katholische Kirche an der ul. Pijarska 2, dem nördlichen Rand der Krakauer Altstadt nahe dem Florianstor. Sie schließt die Johannesstraße (ul. św. Jana) nach Norden ab.

## Geschichte
Die Kirche wurde mit dem dazu gehörenden Piaristenkloster in den Jahren 1718 bis 1728 im Stil des Spätbarock von Kacper Bażanka erbaut. Die Fassade wurde von 1759 bis 1761 von Francesco Placidi umgebaut. Die Rokoko-Fresken gehen auf Franz Gregor Ignaz Eckstein und Józef Piltz zurück, die sie um 1733 malten. Das Herz Stanisław Konarskis wurde in der Kirche beigesetzt. Vor dem Eingang steht seine Büste.

## Weblinks

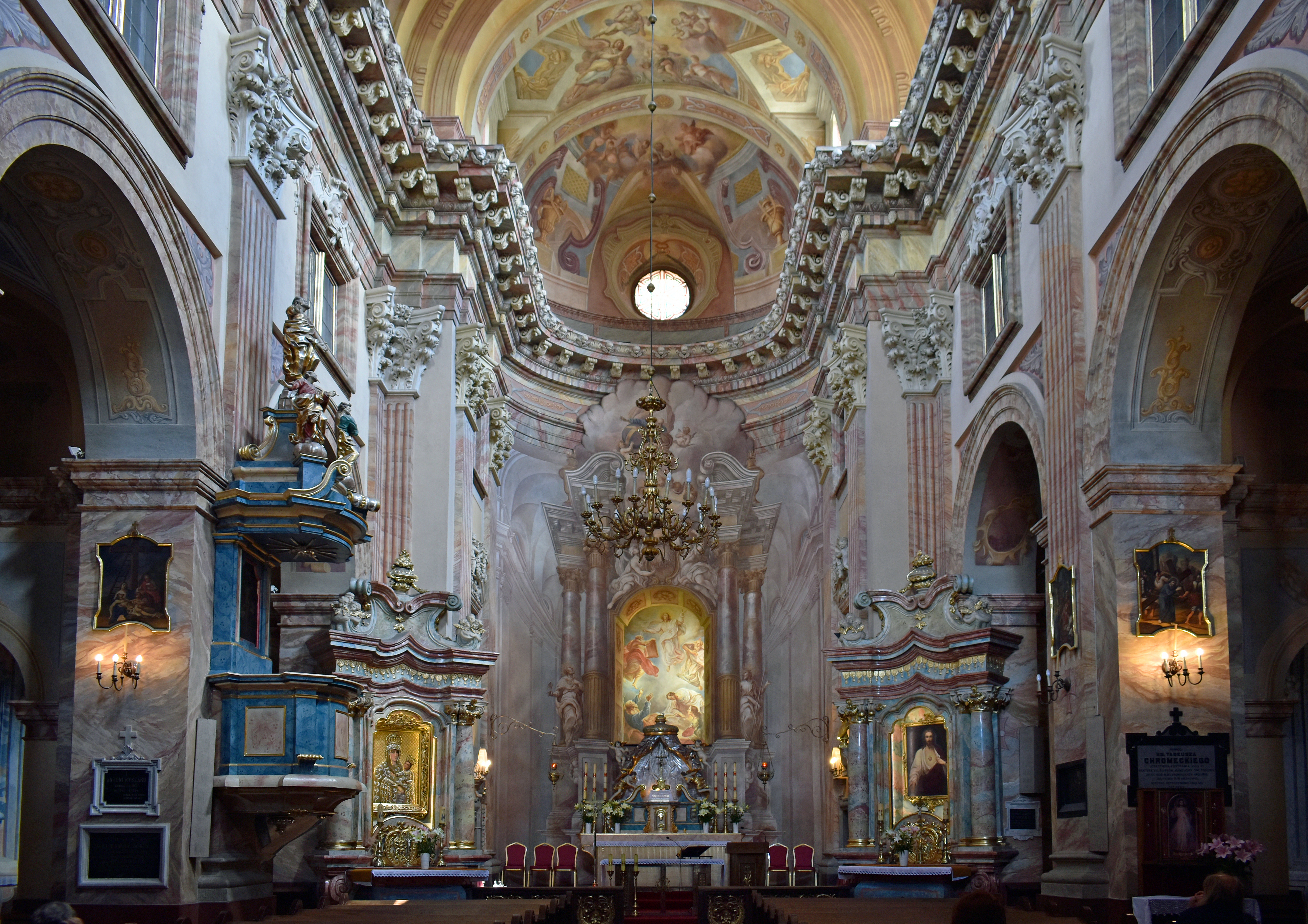
Innenraum